# توماس هوكليف
توماس هوكليف أو أوكليف (1368/1369-1426) هو شخصية بارزة في أدب اللغة الإنجليزية الوسطى في القرن الخامس عشر، وأحد أبرز الأشخاص الذين أيدوا الشاعر تشوستر ومنحوه لقب أب الأدب الإنجليزي، وكان شاعرًا كذلك. حظيت قصائده، ولا سيما عمله الأطول الذي حمل عنوان فوج الأمراء، بشعبية كبيرة في القرن الخامس عشر، ولكنها لم تلاقِ اهتمامًا كبيرًا حتى نهاية القرن العشرين. تعرضت أعماله إلى الكثير من مراجعات الباحثين، خاصة جون بورو. يُعرف حاليًا بشكل رئيسي بسلسلته، التي تتضمن أقدم وصف شخصي لمرض العقل بالإنجليزية، وبنشاطه الكتابي الواسع. بقيت ثلاث نسخ أصلية من قصائده موجودة حتى العصر الحالي، عمل كذلك على نسخ مخطوطات أدبية لكتاب آخرين. عمل في منصب كاتب في مكتب الختم الخاص، حيث كتب مئات الوثائق بالفرنسية واللاتينية.

## سيرته الذاتية
ولد هوكليف في عام 1368، ويرد ذكر ذلك عندما كتب في عام 1421 (الحوار، 1.246) أنه عاصر «خمسين شتاءً وثلاثة». لايُعرف الكثير عن عائلته، ولكنه يُحتمل أنهم جاءوا من قرية هوكليف في بيدفوردشير. في نوفمبر 1420، أعاد جون بيلي، زميل هوكليف، وكاتب ختم خاص، الأرض والمنازل في هوكليف إليه، ما يشير إلى أن هوكليف ربما كان له بالفعل روابط عائلية هناك.
جُل ما يُعرف عن حياة هوكليف مصدره الأساسي من أعماله ومن السجلات الإدارية. وفقًا لعمله فوج الأمراء حصل على وظيفة كتابية في مكتب ختم الملكة الخاص في سن الثامنة عشرة أو التاسعة عشرة، وبقي فيها مدة خمسة وثلاثين عامًا تقريبًا، على الرغم من الشكاوى الكثيرة وتذمره الدائم. في 12 نوفمبر 1399، منحه الملك الجديد هنري الرابع راتبًا سنويًا، ولكنه لم يُدفع بانتظام أو بالكامل.
لم يحقق هوكليف نجاحًا مهنيًا يُذكر. أول قصيدة معروفة له، والتي يمكن تحديد تاريخها، هي «رسالة إلى كيوبيد» في عام 1402، وهي ترجمة لقصيدة لكريستين دي بيزان التي حملت عنوان «رسالة إلى إله الحب»، وربما اعتُبرت غير ملائمة نظرًا لتأثيرها الفرنسي في ظل التصاعد الوطني الإنجليزي في بداية القرن الخامس عشر، الذي أدى إلى العديد من النزاعات التي تمخضت عن حرب المئة عام. بعد فشله في الحصول على منصب كنسي، تزوج بحلول عام 1410 وبدأ في كتابة قصائد أخلاقية ودينية. من بين هذه القصائد، «رجال الأمراء»، التي كتبها نحو عام 1411 وقدمها للملك هنري الخامس، وكانت إحدى قصائده الأكثر انتشارًا. كان ما يزال متزوجًا في نوفمبر 1420، عندما حصل هو وزوجته على ميراث في وصية. كان لهذا الزواج تأثير سلبي على مسيرته المهنية وجعله يخسر الكثير من الأموال، إذ لم يكن بإمكان الكتاب المتزوجون تولي المناصب الحكومية، وفي ظل الاضطرابات السياسية في بداية القرن الخامس عشر، اعتمد هنري الخامس على سلطة التقاليد لتشريع سلطته. يبدو أن هوكليف اختار أن يعيش حياة من العزلة، وكان ضعيفًا في استغلال العلاقات الاجتماعية لصالح مسيرته المهنية أو ثروته الشخصية. في وقت ما بعد كتابة قصيدة «رجال الأمراء»، عانى هوكليف لفترة من الاضطراب العقلي الشديد، وعاد إلى الوعي في عام 1415، ولكنه كتب في شكواه في عام 1420 أنه ما زال يعاني من العزلة الاجتماعية. جعلت هذه الحادثة صوته يُعتبر «غير مستقر علانية» -وهي خصلة سيئة لكاتب يعتمد نجاحه بشكل كبير على النصوص التوجيهية. في قصيدته «حوار مع صديق»، وصف هوكليف تدهور بصره، ما أثر كذلك سلبًا على عمله كاتبًا.
في الرابع من مارس 1426 سُجلت في سجلات الخزانة آخر مبلغ مسترد لهوكليف (عن استخدام شمع أحمر وحبر للكتابة في المكتب). توفي بعد ذلك بفترة قصيرة في الثامن من مايو 1426، حيث جرى تحويل تعويضه (للطعام والملابس) في دير ساوثويك في هامبشاير إلى آليس بنفولد ليتم الاحتفاظ به «بالطريقة والشكل المشابه لتوماس هوكليف المتوفى».

## أعماله
عمل هوكليف، أكثر من أي كاتب آخر في القرن الخامس عشر، على تصوير تشوسر على أنه «أب» الأدب الإنجليزي، معترفًا بأهمية جون جاور ووضع نفسه وريثًا لهذا التقليد. مع ذلك، على الرغم من النجاح الأولي الجامح لفوج الأمراء، سرعان ما اضمحلت شعبيته لصالح معاصره الأكثر إنتاجًا، جون ليدجيت. وجد القراء اللاحقون الفوج مملًا ومعلمًا بشكل مفرط. لم تحظ أعماله بالتقدير عمله حتى سبعينيات القرن العشرين عندما بدأ الباحثون الاعتراف به وبنظرته الثاقبة للثقافة التعليمية في إنجلترا في ظل نظام لانكاستر. حظي بتقدير خاص من العلماء المعاصرين لوصفه الصريح لحياته، ولا سيما وصفه لمرضه العقلي في الشكوى والحوار (1420). يُعتبر عمله «القاعدة الذكورية» (نحو عام 1406)، أحد أكثر أعماله مرونة وحيوية، وهي قصيدة ساخرة تلقي ببعض الضوء على تفريطه في شبابه.
يستشهد قاموس أكسفورد الإنجليزي بأن هوكليف كان أول من سجل استخدام العديد من الكلمات، بما في ذلك التقاعد، والمتسبب، والمرن، والمواليد، والمقاطعة، واليدوي، والبائس، والإشعار، والحصول، واللاشفقية، والعاهرة والتعليق.